# Chris Kappler
Chris Kappler (St. Charles, 9 febbraio 1967) è un cavaliere statunitense.

## Palmarès

### Olimpiadi
- 2 medaglie:
  - 1 oro (Atene 2004 nel salto a squadre)
  - 1 argento (Atene 2004 nel salto individuale)

### Giochi panamericani
- 2 medaglie:
  - 1 oro (Santo Domingo 2003 nel salto a squadre)
  - 1 argento (Santo Domingo 2003 nel salto individuale)